# ماركو بيشيتش
ماركو بيشيتش (بالألمانية: Marko Pešić)‏ (و. 1976  م) هو لاعب كرة سلة ألماني، ولد في سراييفو، شارك في بطولة أمم أوروبا لكرة السلة 2001، وبطولة كرة السلة الأوروبية للسيدات 2005 ‏، وبطولة أمم أوروبا لكرة السلة 2003، وبطولة كأس العالم لكرة السلة 2002، مركز لعبه هو مدافع مسدد الهدف.

## روابط خارجية
- ماركو بيشيتش على موقع الاتحاد الدولي لكرة السلة (الإنجليزية)
- ماركو بيشيتش على موقع كرة السلة الأوروبية.كوم (الإنجليزية)
- ماركو بيشيتش على موقع ريلجم (الإنجليزية)
- ماركو بيشيتش على موقع بروبوليرز (الإنجليزية)
- ماركو بيشيتش على موقع سبورتس رفرنس (الإنجليزية)